# Euthyrrhapha
Euthyrrhapha (лат.) — род насекомых из семейства тараканов-черепашек отряда тараканообразных. Единственный род трибы Euthyrrhaphini. Природный ареал рода охватывает юг Азии и Африку.

## Описание
К этому роду относятся тараканы длиной тела от 5,5 до 8,5 см. Передние крылья короче задних с оранжевыми пятнами, их поверхность в коротких колючих волосках.

## Виды
В роде Euthyrrhapha 9 видов:
- Euthyrrhapha bigeminata Shelford, 1907 — Кот-д’Ивуар, Африка
- Euthyrrhapha bimaculata Princis, 1967 — Конго
- Euthyrrhapha metallica Princis, 1967 — Конго
- Euthyrrhapha nigra Chopard, 1949 — Мадагаскар
- Euthyrrhapha obscura Princis, 1967 — Конго
- Euthyrrhapha pacifica (Coquebert, 1804) — африканский вид, благодаря человеку распространился по всем тропическим регионам
- Euthyrrhapha tenella (Stål, 1856) — Южная Африка (провинция Натал); Мозамбик
- Euthyrrhapha termitophila Princis, 1967 — Конго
- Euthyrrhapha vittata Shelford, 1911 — Конго и Камерун